# 圣樊尚德巴贝拉格
圣樊尚德巴贝拉格（法語：Saint-Vincent-de-Barbeyrargues，法語發音：[sɛ̃ vɛ̃sɑ̃ də baʁbeʁaʁɡ]）是法国埃罗省的一个市镇，属于蒙彼利埃区。

## 地理
圣樊尚德巴贝拉格（43°42'22"N, 3°52'38"E）面积2.24 平方千米，位于法国奧克西塔尼大區埃罗省，该省份为法国南部沿海省份，南濒地中海，西南接奥德省，西北接塔恩省和阿韦龙省，东北与加尔省接壤。
与圣樊尚德巴贝拉格接壤的市镇（或旧市镇、城区）包括：阿萨斯、普拉德勒莱兹。

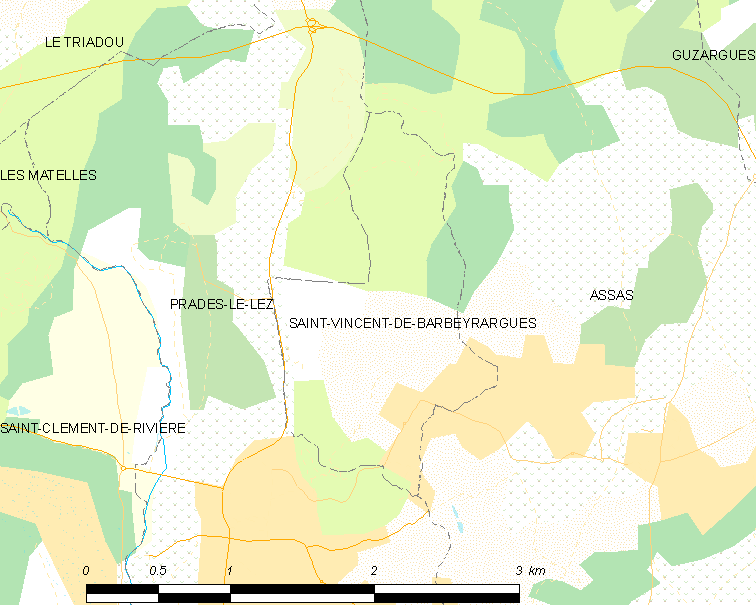
圣樊尚德巴贝拉格的OSM定位图

圣樊尚德巴贝拉格的时区为UTC+01:00、UTC+02:00（夏令时）。

## 行政
圣樊尚德巴贝拉格的邮政编码为34730，INSEE市镇编码为34290。

## 政治
圣樊尚德巴贝拉格所属的省级选区为圣热利迪费斯克县。

## 人口

1962-2008年间圣樊尚德巴贝拉格人口变化图示

圣樊尚德巴贝拉格于2022年1月1日时的人口数量为760人。